# Аль-Кинди
Абу Ю́суф Яку́б ибн Исха́к аль-Ки́нди, известен как аль-Ки́нди (араб. الكندي‎; около 801—873) — арабский философ, математик, теоретик музыки, астроном. Родился, по разным данным, в Куфе в семье наместника города Эль-Куфа или в Басре, детство провёл в Басре, работал в Доме мудрости в Багдаде. Был фаворитом халифов ал-Мамуна (813—833) и ал-Мутасима (833—842), которые были покровителями представителей раннего калама — мутазилитов. При ал-Мутаваккиле (с 847) подвергался гонениям. Аль-Кинди является автором большого числа трактатов по метафизике, логике, этике, математике, криптографии, астрологии, медицине, метеорологии, оптике, музыке. В Западной Европе был известен под латинизированным именем Alkindus.

## Философия
Аль-Кинди первым в исламском мире обратился к философским трудам Аристотеля, став основоположником перипатетизма на мусульманском Востоке. Ему принадлежат «Обзор сочинений Аристотеля», «О пяти сущностях», «О ближайшей причине возникновения и уничтожения», «Об определениях и описаниях вещей».
Следуя Аристотелю, Аль-Кинди утверждал, что «извечное — это то, что вообще никогда не могло быть несуществующим». Существование извечного не обусловлено чем-то иным; не имеющее причины извечное не уничтожается и не изменяется, поскольку не является телом. В качестве такого не имеющего определения начала аль-Кинди называл материю, которая выступает как первичное по отношению к форме, порождающей видовые различия, творящей вещи, являющейся их потенцией. Не имеющее ни субстрата, ни атрибута, ни причины, ни рода, неизменное вневременное начало не постигается человеческим умом, не может стать предметом исследования, а значит и предметом философии, изучающей лишь такие вещи, природу которых она может познать.

## Математика и астрономия
Составил сочинения «О применении индийской арифметики», «О гармонии чисел», «О единстве с точки зрения числа», «О правильных многогранниках», «О приближении хорды круга», «Об изопериметрической задаче», «О делимости величин до бесконечности и параллельных линиях», «О дешифровке криптографических сообщений», «О построениях на сфере», «О проектировании сферы на плоскость», «Об определении расстояний до горных вершин», «О построении солнечных часов», «О геометрическом построении астролябии», «Об армиллярной сфере», «Об определении расстояния до Луны», «О небесных явлениях», «О движении планет» и др.

## Музыка
Аль-Кинди переводил античные трактаты о гармонии, в которых музыкальные интервалы представлены в виде числовых отношений. Он впервые на Востоке нотировал музыку с помощью арабских букв и табулатуры для уда. Автор книг «О мелодии и звуке», «Об опытах составления мелодий», «О гармонии», «О ритме», «О делении канона», «О важных разделах музыки».
Теория музыки аль-Кинди, основанная на идеях пифагореизма, связывала с музыкальным искусством множество явлений макрокосма и микрокосма (см. Гармония мира). Так, четырём струнам уда соответствовали четыре первоэлемента (вода, земля, воздух, огонь), четыре стороны света, времени года, телесные жидкости (флегма, кровь, чёрная и жёлтая желчь) и др. Каждому из семи звуков он приписал соответствия семи небесных тел (планет), а двенадцати знакам зодиака — двенадцать основных конструктивных элементов уда (четыре струны, четыре колка и четыре ладка).

## Естественные науки
Аль-Кинди написал книги «О лучах», «О зажигательных зеркалах», «О причине голубого цвета неба», «О причине приливов и отливов», «О причине снега, града, молнии, гроз, грома», «О дождях, ливнях и ветрах», «О различных видах мечей и железе хороших клинков и местностях, по которым они называются», «О фармакопее», «О химии благовоний и дистилляций». последняя, содержит более ста рецептов ароматных масел, бальзамов, ароматических вод и имитаций дорогостоящих лекарств. Книга также описывает 107 методов и рецептов для создания духов и оборудование для производства парфюмерии, например, перегонного куба алембик, который все ещё носит древнее арабское название.